# Monaco aux Jeux olympiques d'été de 1984
Cet article contient des informations sur la participation et les résultats de Monaco aux Jeux olympiques d'été de 1984, qui ont eu lieu à Los Angeles aux États-Unis.
Le pays revient participer aux Jeux olympiques après avoir boycotté les Jeux olympiques d'été de 1980.

## Résultats

### Escrime

#### Tournoi préliminaire
| Athlète         | Épreuve          | Premier tour | Quarts de finale | Demi-finales | Rang final |
| Athlète         | Épreuve          | Rang         | Rang             | Résultat     | Rang final |
| --------------- | ---------------- | ------------ | ---------------- | ------------ | ---------- |
| Olivier Martini | Sabre individuel | 5e (Q)       | 5e               | Non qualifié | 30e        |

##### Premier tour
Voici ci-dessous les résultats du premier tour du tournoi préliminaire de l'épreuve de sabre individuel. Les cinq premiers se qualifient pour la suite de la compétition. Martini, arrivé 5e, se qualifie pour la suite du tournoi.
| \| Rang \| Athlète \| CG \| CP \| TD \| TD \| \| ---- \| --------------------- \| -- \| -- \| -- \| -- \| \| 1 \| Giovanni Scalzo (ITA) \| 5 \| 0 \| 25 \| 7 \| \| 2 \| Ioan Pop (ROU) \| 4 \| 1 \| 20 \| 16 \| \| 3 \| Peter Westbrook (USA) \| 3 \| 2 \| 22 \| 17 \| \| 4 \| Atilio Tass (ARG) \| 2 \| 3 \| 17 \| 18 \| \| 5 \| Olivier Martini (MON) \| 1 \| 4 \| 14 \| 22 \| \| 6 \| James Kreglo (ISV) \| 0 \| 5 \| 7 \| 25 \| | Combats : - Giovanni Scalzo (ITA) 5 - 2 Olivier Martini (MON) - Ioan Pop (ROU) 5 - 1 Olivier Martini (MON) - Peter Westbrook (USA) 5 - 4 Olivier Martini (MON) - Atilio Tass (ARG) 5 - 2 Olivier Martini (MON) - Olivier Martini (MON) 5 - 2 James Kreglo (ISV) |    |    |    |    |
| Rang | Athlète | CG | CP | TD | TD |
| 1 | Giovanni Scalzo (ITA) | 5  | 0  | 25 | 7  |
| 2 | Ioan Pop (ROU) | 4  | 1  | 20 | 16 |
| 3 | Peter Westbrook (USA) | 3  | 2  | 22 | 17 |
| 4 | Atilio Tass (ARG) | 2  | 3  | 17 | 18 |
| 5 | Olivier Martini (MON) | 1  | 4  | 14 | 22 |
| 6 | James Kreglo (ISV) | 0  | 5  | 7  | 25 |

##### Quarts de finale
Voici ci-dessous les résultats des quarts de finale du tournoi préliminaire de l'épreuve de sabre individuel. Les quatre premiers se qualifient pour la suite de la compétition. Martini, arrivé 5e, ne se qualifie pas pour la suite du tournoi.
| \| Rang \| Athlète \| CG \| CP \| TD \| TD \| \| ---- \| --------------------- \| -- \| -- \| -- \| -- \| \| 1 \| Marin Mustaţă (ROU) \| 3 \| 1 \| 19 \| 10 \| \| 2 \| Pierre Guichot (FRA) \| 3 \| 1 \| 19 \| 13 \| \| 3 \| Wang Ruiji (CHN) \| 2 \| 2 \| 16 \| 16 \| \| 4 \| Mark Slade (GBR) \| 2 \| 2 \| 14 \| 17 \| \| 5 \| Olivier Martini (MON) \| 0 \| 4 \| 8 \| 20 \| | Combats : - Marin Mustaţă (ROU) 5 - 1 Olivier Martini (MON) - Pierre Guichot (FRA) 5 - 1 Olivier Martini (MON) - Wang Ruiji (CHN) 5 - 2 Olivier Martini (MON) - Mark Slade (GBR) 5 - 4 Olivier Martini (MON) |    |    |    |    |
| Rang | Athlète | CG | CP | TD | TD |
| 1 | Marin Mustaţă (ROU) | 3  | 1  | 19 | 10 |
| 2 | Pierre Guichot (FRA) | 3  | 1  | 19 | 13 |
| 3 | Wang Ruiji (CHN) | 2  | 2  | 16 | 16 |
| 4 | Mark Slade (GBR) | 2  | 2  | 14 | 17 |
| 5 | Olivier Martini (MON) | 0  | 4  | 8  | 20 |

### Judo
| Athlète          | Épreuve               | 1/16 de finale                                                                       | 1/8 de finale       | Quarts de finale    | Demi-finales        | Repêchage 1         | Repêchage 2         | Repêchage 3         | Finale              | Finale       |
| Athlète          | Épreuve               | Adversaire Résultat                                                                  | Adversaire Résultat | Adversaire Résultat | Adversaire Résultat | Adversaire Résultat | Adversaire Résultat | Adversaire Résultat | Adversaire Résultat | Rang         |
| ---------------- | --------------------- | ------------------------------------------------------------------------------------ | ------------------- | ------------------- | ------------------- | ------------------- | ------------------- | ------------------- | ------------------- | ------------ |
| Éric-Louis Bessi | Moins de 86 kg hommes | Densign White (GBR) Défaite par waza-ari awasete ippon (Seoi-Nage/Kuzre-Kesa-Gatame) | Non qualifié        | Non qualifié        | Non qualifié        | Non qualifié        | Non qualifié        | Non qualifié        | Non qualifié        | 18e ex aequo |

### Natation
Homme
| Athlète         | Épreuve                 | Séries  | Séries            | Finale B     | Finale B     | Finale       | Finale       |
| Athlète         | Épreuve                 | Temps   | Rang              | Temps        | Rang         | Temps        | Rang         |
| --------------- | ----------------------- | ------- | ----------------- | ------------ | ------------ | ------------ | ------------ |
| Jean-Luc Adorno | 100 m nage libre hommes | 56 s 38 | 7e (56e au total) | Non qualifié | Non qualifié | Non qualifié | Non qualifié |

### Tir
| Athlète                | Épreuve                                    | Résultat | Résultat     |
| Athlète                | Épreuve                                    | Points   | Rang         |
| ---------------------- | ------------------------------------------ | -------- | ------------ |
| Pierre Boisson         | Carabine de petit calibre position couchée | 563      | 69e          |
| Jean-Marie Repaire     | Fosse olympique                            | 161      | 62e ex aequo |
| Jean-Pierre Gasparotti | Pistolet libre 50 mètres                   | 513      | 48e ex aequo |
| Joël Nigioni           | Pistolet libre 50 mètres                   | 505      | 50e          |

### Tir à l'arc
| Athlète       | Compétition       | Tour 1 | Tour 1 | Tour 2 | Tour 2 | Total | Total |
| Athlète       | Compétition       | Score  | Rang   | Score  | Rang   | Score | Rang  |
| ------------- | ----------------- | ------ | ------ | ------ | ------ | ----- | ----- |
| Gilles Cresto | Individuel hommes | 1 209  | 34e    | 1 180  | 41e    | 2 389 | 39e   |